# Per Steenberg
Per Steenberg (17 de marzo de 1870 – 28 de junio de 1947) fue un organista noruego y compositor de Nedre Eiker, mejor conocido por su música eclesiástica.

## Vida y carrera
Steenberg se graduó del Conservatorio de Música de Oslo y estudió en el extranjero en Leipzig, Berlín, y Copenhague. En Noruega, sirvió como organista en la Iglesia Vålerenga y la Iglesia de San Marco (1927–1940). Por algunas décadas, enseñó la polifonía vocal y contrapunto en el Conservatorio de Música de Oslo, en el colegio para maestros, y en la escuela para personas ciegas en Oslo.
Sus composiciones incluyen cantatas religiosas y música coral, y música para órgano como preludios, fugas, corales para órgano, y más. En 1927 publicó un himnario no autorizado que fue un alternativo innovador al himnario oficial de 1926. Estaba basado en el himnario de Ludvig Matias Lindeman y fue editado por autoridades musicales incluyendo a Eyvind Alnæs, Ole Mørk Sandvik, y Arild Sandvold. El himnario de Steenberg fue adoptado por entusiastas como Ingar Nilsen y Asbjørn Hernes.